# Valparaíso (region)
Region Valparaíso je jedním z chilských regionů. Sousedí na severu s regionem Coquimbo, na jihu s regionem chilským metropolitním regionem. Na východě je ohraničen státní hranicí s Argentinou, na západě Pacifikem. Zabírá 2,16 % rozlohy celého Chile a žije zde 10,29 % chilské populace. Pod správu regionu patří i několik ostrovů a souostroví v jižním Pacifiku. Jedná se jmenovitě o Velikonoční ostrov (španělsky de Isla de Pascua), Ostrovy Neštěstí (Islas Desventuradas), Ostrovy Juana Fernándeze (Archipiélago Juan Fernández) a Sala y Gómez. Velikonoční ostrov a historické centrum města Valparaíso jsou zapsány do seznamu světového dědictví UNESCO.

## Administrativní dělení regionu

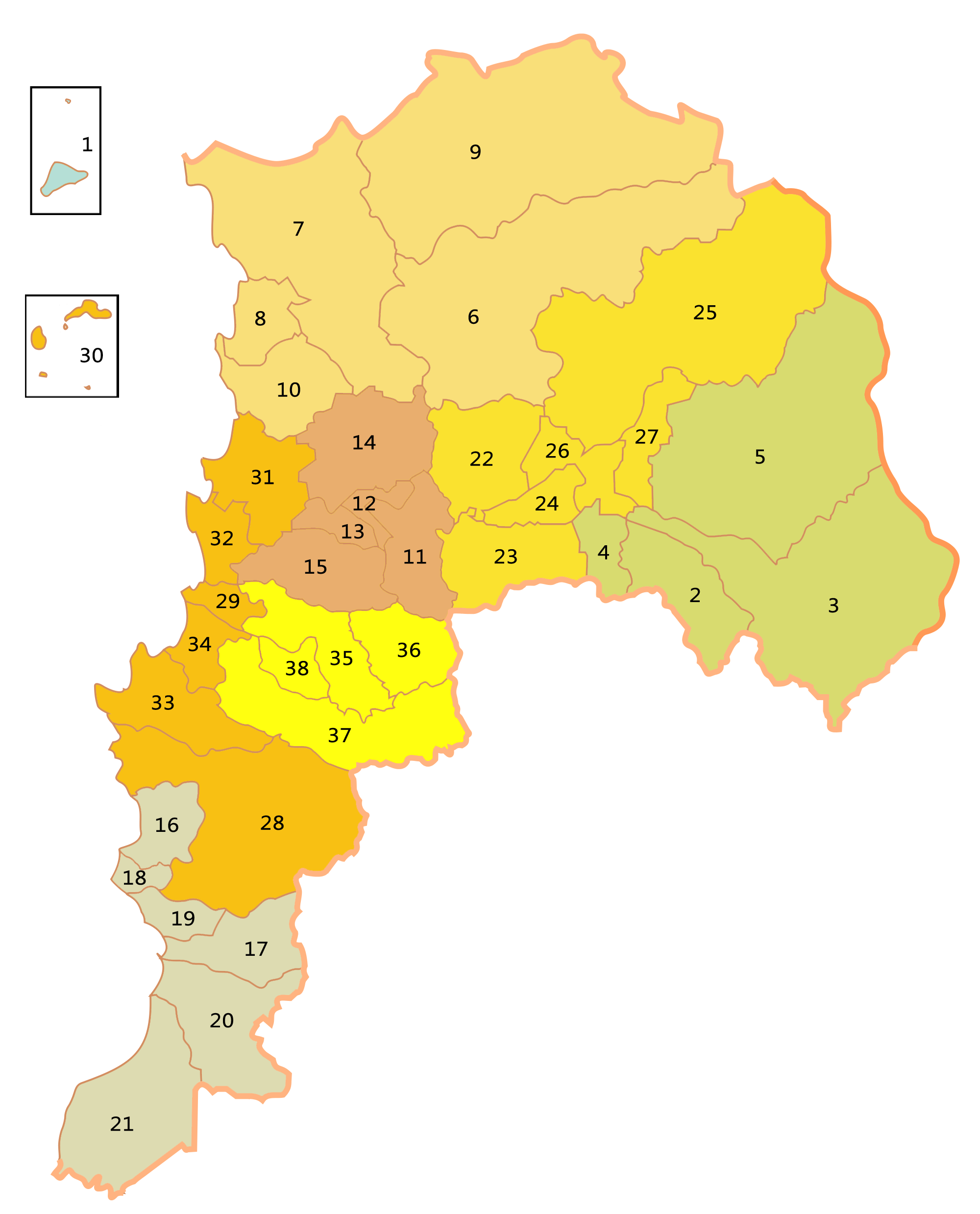

Region se dále dělí na 8 provincie a 38 komun.
| Provincie                         | Komuna                                                         |
| --------------------------------- | -------------------------------------------------------------- |
| Provincie Isla de Pascua          | 1 Isla de Pascua (Velikonoční ostrov)                          |
| Provincie Los Andes               | 2 Calle Larga                                                  |
| Provincie Los Andes               | 3 Los Andes                                                    |
| Provincie Los Andes               | 4 Rinconada                                                    |
| Provincie Los Andes               | 5 San Esteban                                                  |
| Provincie Petorca                 | 6 Cabildo                                                      |
| Provincie Petorca                 | 7 La Ligua                                                     |
| Provincie Petorca                 | 8 Papudo                                                       |
| Provincie Petorca                 | 9 Petorca                                                      |
| Provincie Petorca                 | 10 Zapallar                                                    |
| Provincie Quillota                | 11 Hijuelas                                                    |
| Provincie Quillota                | 12 La Calera                                                   |
| Provincie Quillota                | 13 La Cruz                                                     |
| Provincie Quillota                | 15 Nogales                                                     |
| Provincie Quillota                | 17 Quillota                                                    |
| Provincie San Antonio             | 18 Algarrobo                                                   |
| Provincie San Antonio             | 19 Cartagena                                                   |
| Provincie San Antonio             | 20 El Quisco                                                   |
| Provincie San Antonio             | 21 El Tabo                                                     |
| Provincie San Antonio             | 22 San Antonio                                                 |
| Provincie San Antonio             | 23 Santo Domingo                                               |
| Provincie San Felipe de Aconcagua | 24 Catemu                                                      |
| Provincie San Felipe de Aconcagua | 25 Llaillay                                                    |
| Provincie San Felipe de Aconcagua | 26 Panquehue                                                   |
| Provincie San Felipe de Aconcagua | 27 Putaendo                                                    |
| Provincie San Felipe de Aconcagua | 28 San Felipe                                                  |
| Provincie San Felipe de Aconcagua | 29 Santa María                                                 |
| Provincie Valparaíso              | 30 Casablanca                                                  |
| Provincie Valparaíso              | 31 Concón                                                      |
| Provincie Valparaíso              | 32 Juan Fernández (Ostrovy Juana Fernándeze, Ostrovy Neštěstí) |
| Provincie Valparaíso              | 33 Puchuncaví                                                  |
| Provincie Valparaíso              | 35 Quintero                                                    |
| Provincie Valparaíso              | 36 Valparaíso                                                  |
| Provincie Valparaíso              | 38 Viña del Mar                                                |
| Provincie Marga Marga             | 14 Limache                                                     |
| Provincie Marga Marga             | 16 Olmué                                                       |
| Provincie Marga Marga             | 34 Quilpué                                                     |
| Provincie Marga Marga             | 37 Villa Alemana                                               |

## Fotogalerie

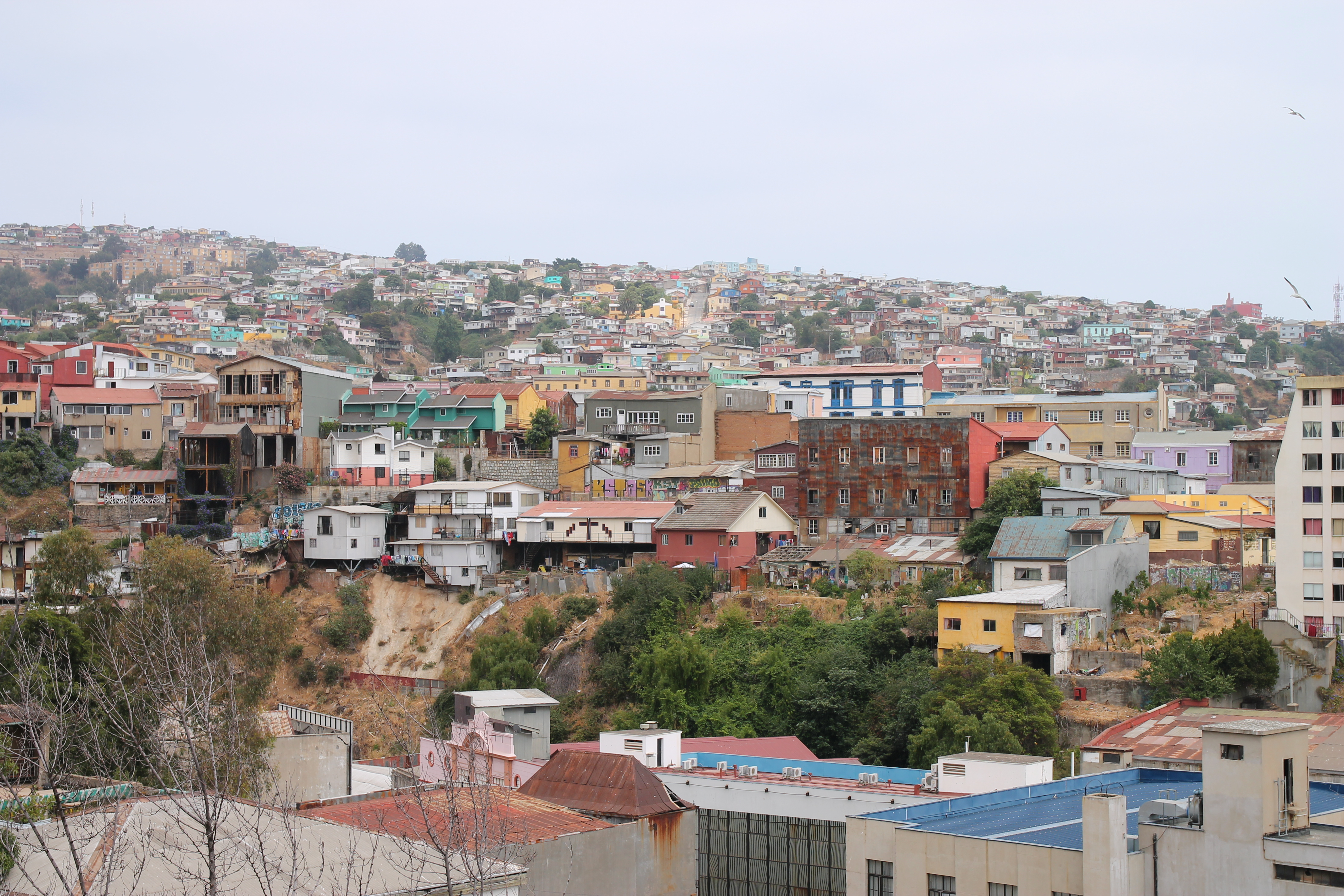
Město Valparaíso
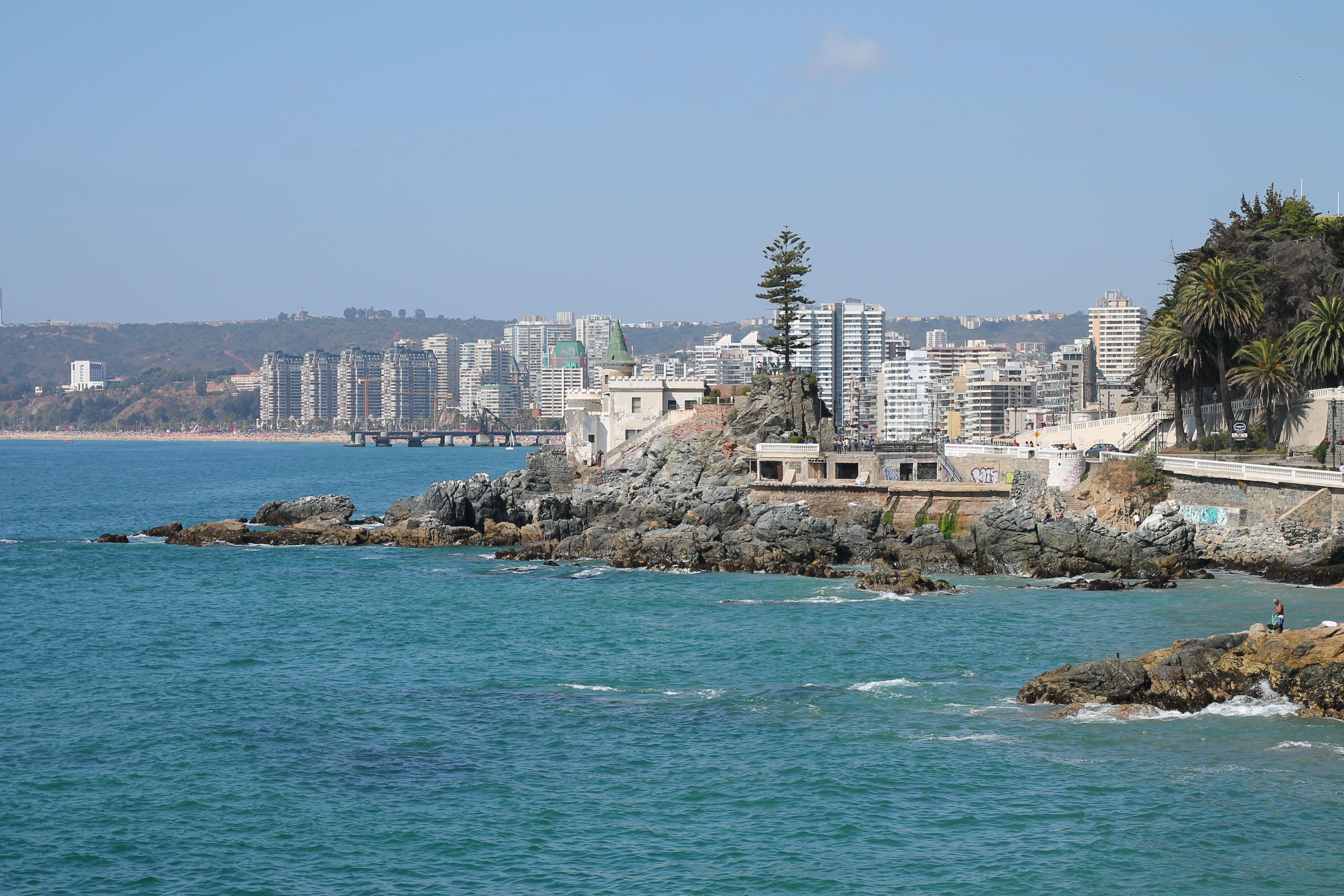
Viña del Mar
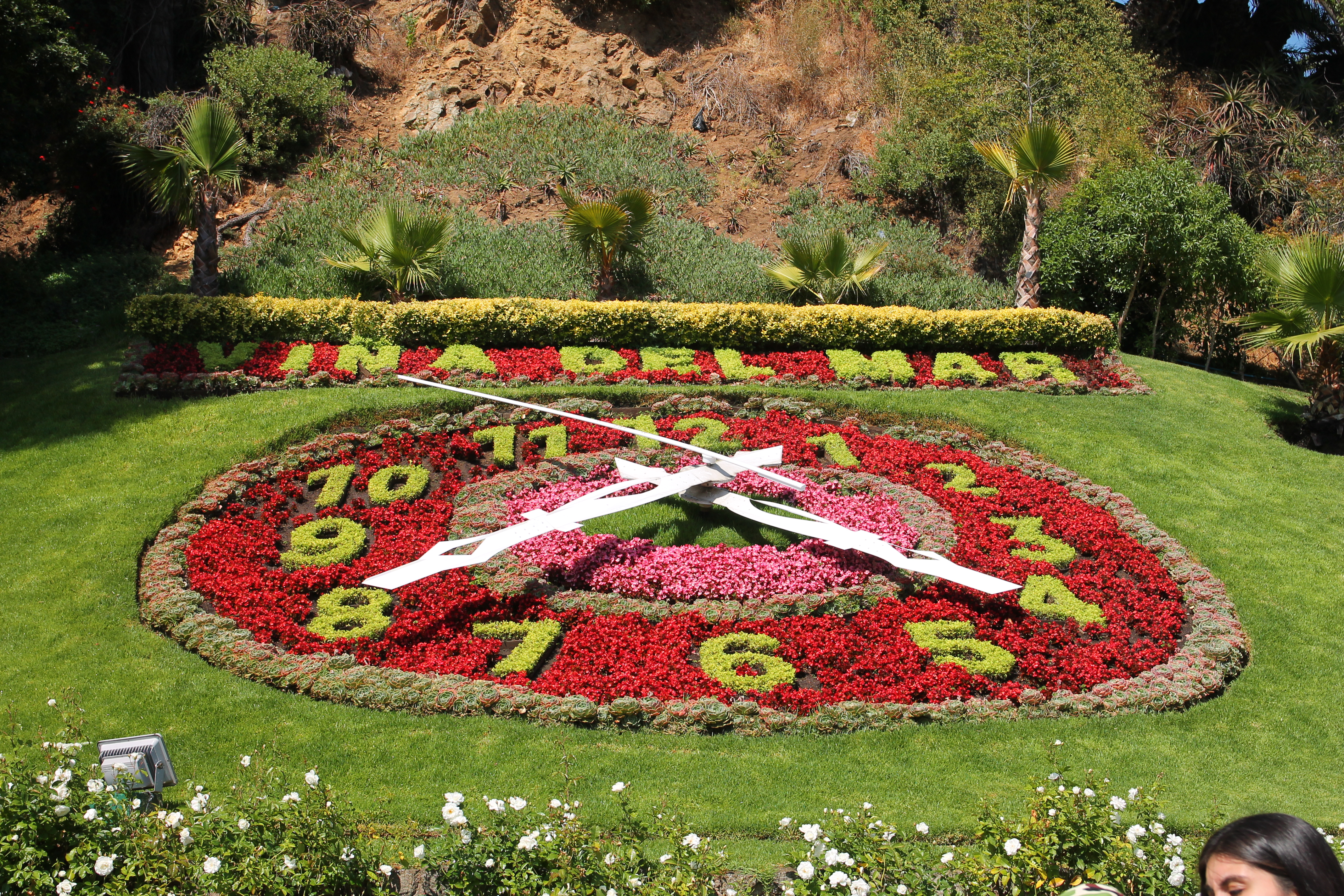
Květinové hodiny ve Viñe del Mar
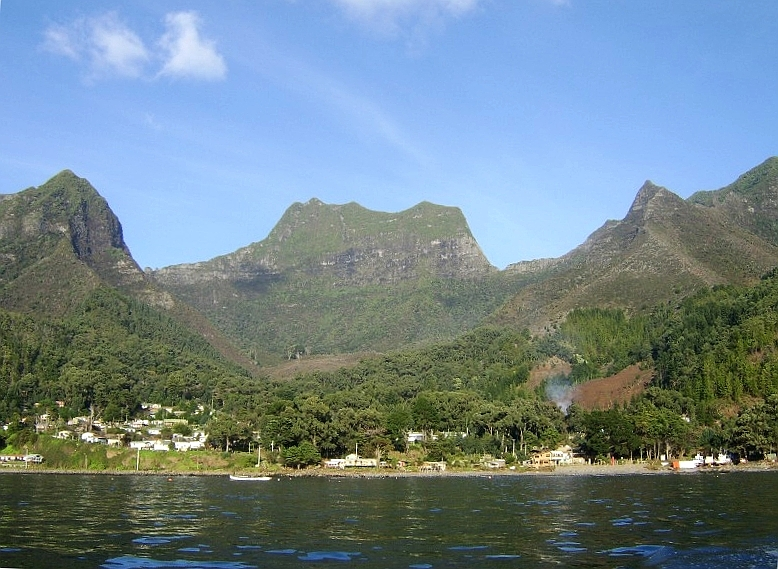
Jeden z ostrovů Juana Fernándeze
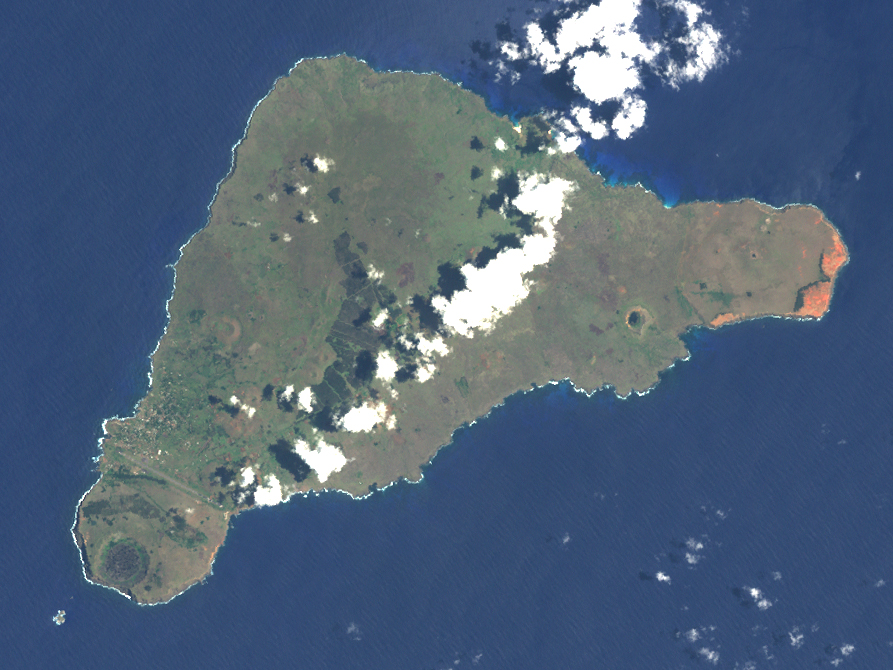
Velikonoční ostrov
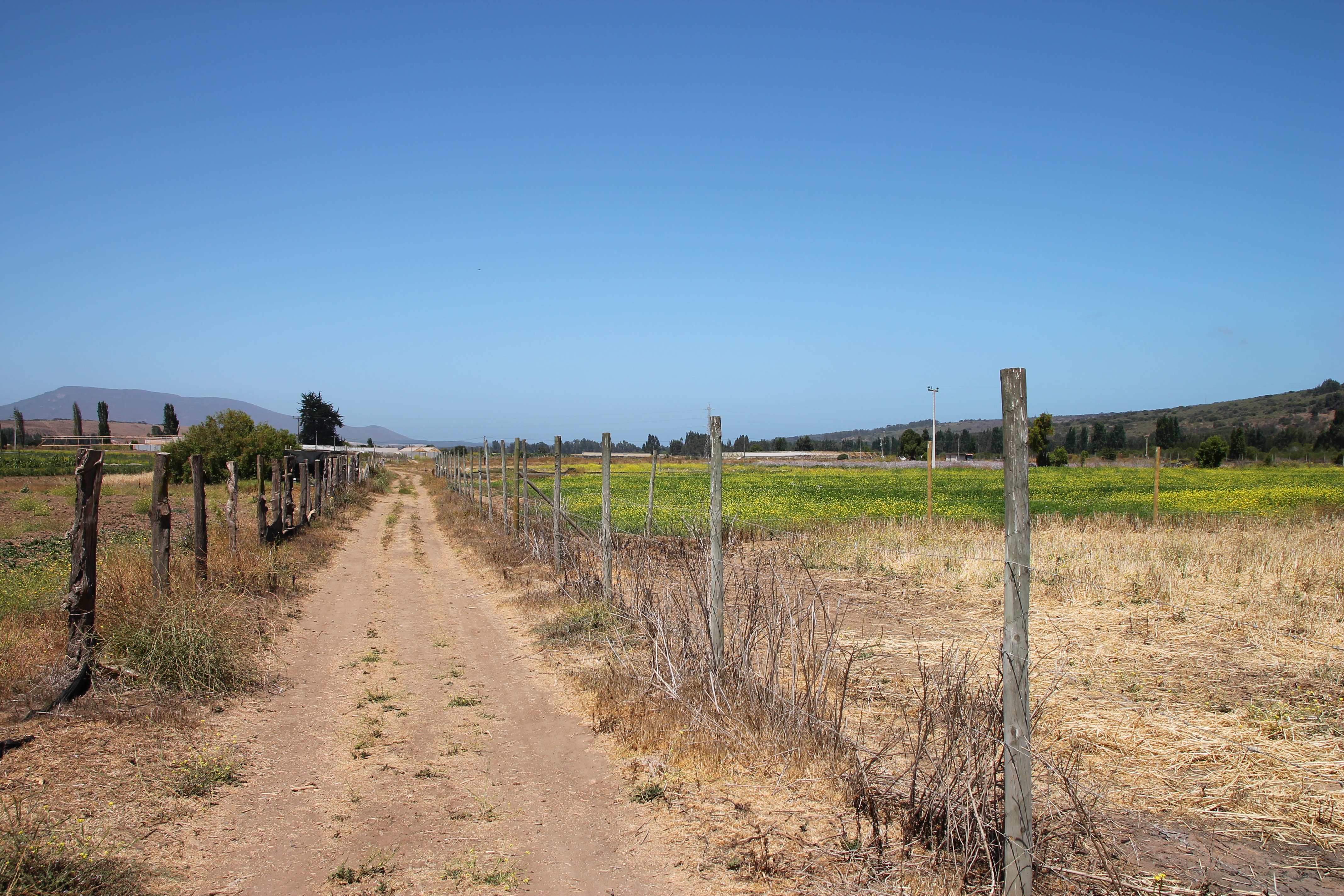
Krajina ve vnitrozemí regionu (La Ligua)
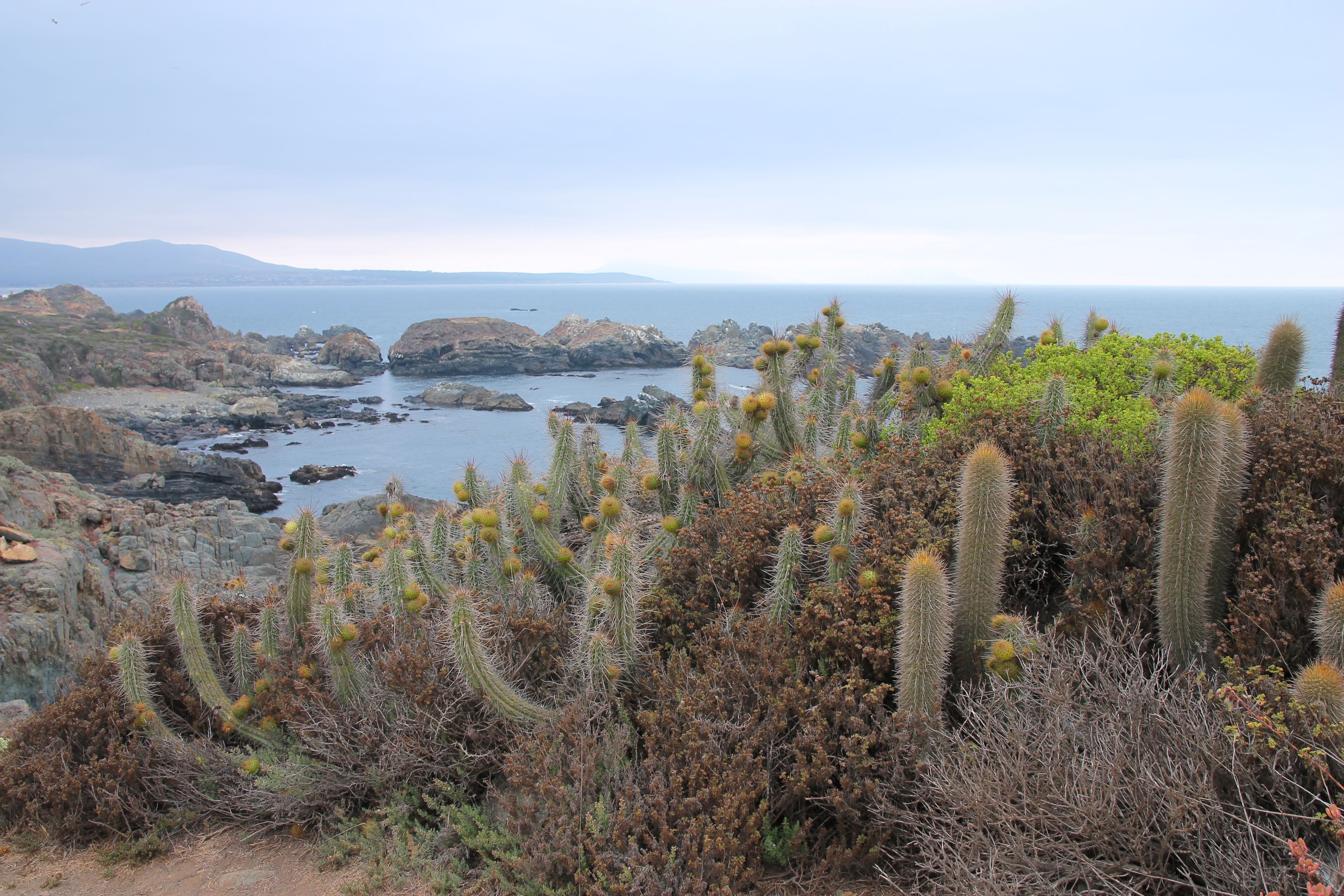
Biopark Puquén